# Otton de Grandson

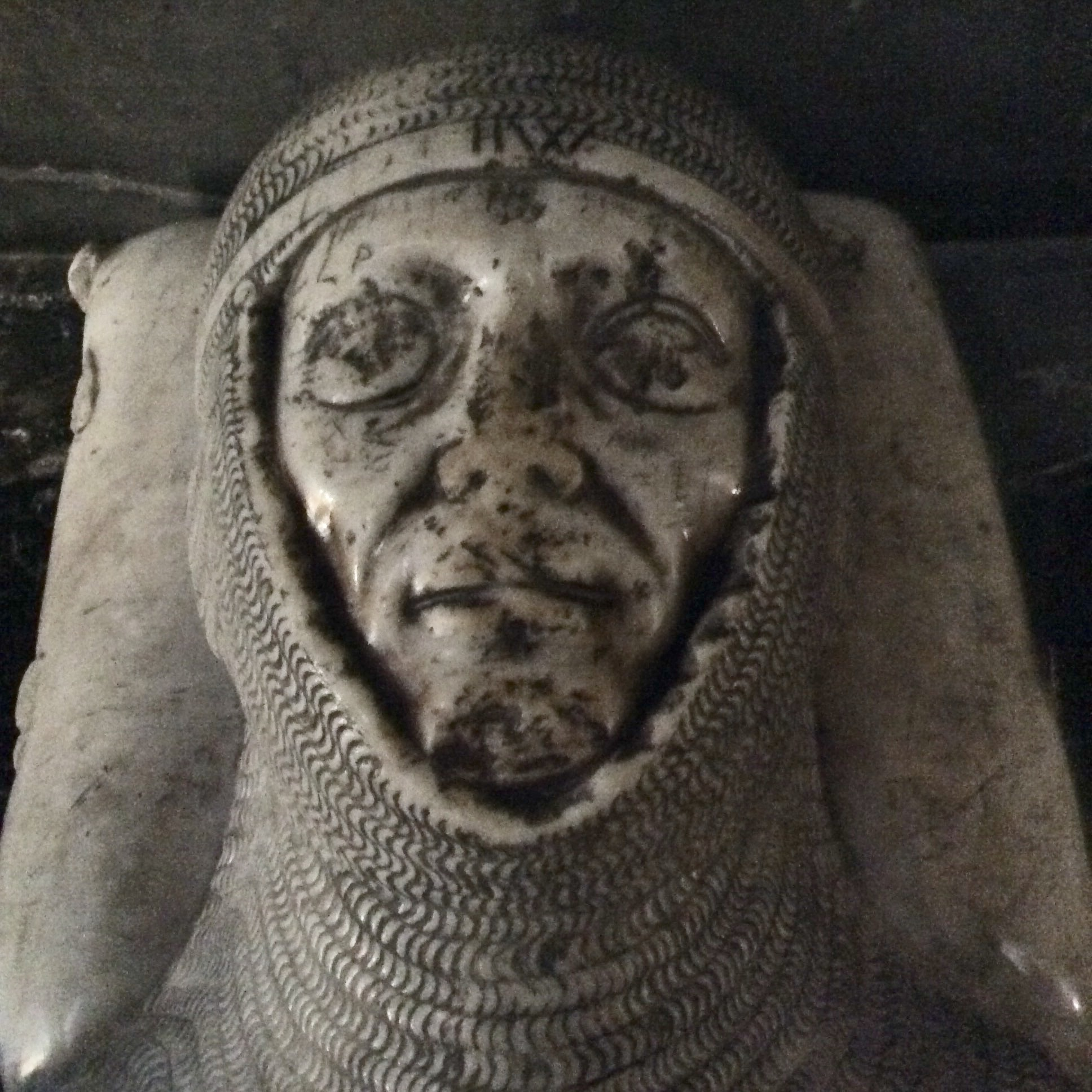
Otton de Grandson. Detail von seinem Grabdenkmal in Lausanne

Sir Otton de Grandson (auch Othon oder Otto de Grandison) (* um 1238; † April 1328 in Grandson) war ein aus Savoyen stammender Adliger und Militär, der lange Jahre im Dienst des englischen Königs Eduard I. stand. Wegen seiner Karriere am englischen Königshof und als einer der erfahrensten Militärs und Diplomaten seiner Zeit war er schon zu Lebzeiten berühmt. Es gibt kaum eine Figur in der englischen Geschichte, die ein so langes Leben hatte, so weit reiste und eine solch abenteuerliche und vielfältige Karriere wie Grandson hatte.

## Herkunft
Otton entstammte der Familie Grandson, einer im Waadt begüterten Adelsfamilie, deren Hauptsitz Grandson am Neuenburgersee war. Otton war der älteste Sohn von Pierre de Grandson, Herr von Grandson († 1258) und von dessen Frau Agnes, einer Tochter von Graf Ulrich III. von Neuenburg.

## Aufstieg zum Vertrauten des englischen Königs

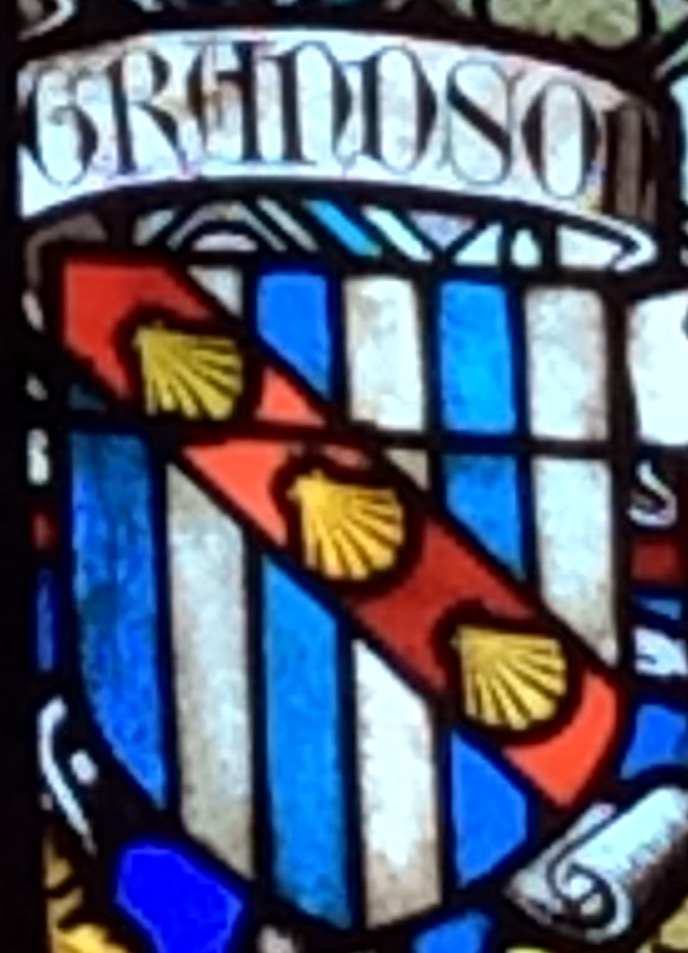
Wappen der Familie Grandson. Glasmalerei in der Kathedrale von Lausanne

Das Waadt stand im 13. Jahrhundert unter dem Einfluss der Grafschaft Savoyen. Ottons Vater Pierre gehörte zum Gefolge von Graf Peter II. von Savoyen, der als Onkel der englischen Königin Eleonore von der Provence ab 1245 gelegentlich nach England kam. Vor 1250 erhielt Pierre de Grandson vom englischen König Heinrich III. eine jährliche Pension von £ 20. Otton kam wie seine jüngeren Brüder Gérard und Guillaume im Gefolge ihres Vaters nach England, ebenso sein Cousin Pierre de Champvent, der später Steward und dann 1292 Chamberlain of the Household wurde. Womöglich gehörte der junge Otton bereits um 1249 oder 1250 zum Haushalt des englischen Thronfolgers Eduard. Nachweislich wird er allerdings erst im Oktober 1265 im Dienst des Thronfolgers erwähnt, als er während des Zweiten Kriegs der Barone Besitzungen der besiegten Rebellen in London erhielt. Grandson wurde rasch zu einem der engsten Freunde und Vertrauten des Thronfolgers. Ab 1270 nahm er an dessen Kreuzzug ins Heilige Land teil. Als Eduard im Juni 1272 in Akkon von einem Attentäter mit einem vergifteten Dolch angegriffen haben, soll Grandson angeblich als erster die Vergiftung erkannt und das Gift aus der Wunde gesaugt haben. Tatsächlich gehörte er zu Eduards Testamentsvollstreckern, als dieser nach dem Attentat sein Testament aufsetzte. 1273 gehörte er zu dem Gefolge, mit dem Eduard auf der Rückreise vom Heiligen Land durch Norditalien nach Savoyen zog.

## Dienst als Militär und Diplomat für Eduard I.

### Rolle bei der Eroberung von Wales
Nachdem Eduard nach England zurückgekehrt und als Nachfolger seines verstorbenen Vaters König wurde, betraute er Grandson mit militärischen, aber vor allem auch mit diplomatischen Aufgaben. Als Knight Banneret nahm Grandson von 1277 bis 1278 am ersten Feldzug des Königs gegen Wales teil, dabei besetzte er zusammen mit John de Vescy die Insel Anglesey. Anschließend reiste er 1278 zusammen mit Robert Burnell nach Paris und in die den englischen Königen gehörenden Gascogne, um die Amtsführung des Seneschalls Luke de Tany zu untersuchen. Dazu erreichten sie eine Ausgleich mit Gaston de Béarn, einem der mächtigsten, aber aufsässigen Adligen der Gascogne. Grandson gehörte weiter zu den Unterhändlern, die über eine Heirat der Königstochter Johanna mit dem Habsburger Hartmann verhandelten, der jedoch 1281 ertrank. Von 1282 bis 1283 nahm er am zweiten Feldzug des Königs zur Eroberung von Wales teil. Als die Engländer in der Schlacht an der Menai Strait eine schwere Niederlage erlitten, konnte er nur knapp entkommen. Nach der Eroberung von Wales ernannte ihn der König im März 1284 zum Justiciar von Nordwales, wo er nahezu vizekönigliche Vollmachten hatte. Als Justiciar hatte Grandson vermutlich Einfluss auf die Entwürfe der Burgen, die der ebenfalls aus Savoyen stammende Baumeister James of St. George in Wales errichtete, doch aufgrund seiner vielfältigen Dienste für den König verbrachte nur wenig Zeit in Nordwales. Zu seinem Stellvertreter ernannte er zunächst den aus Savoyen stammenden John de Bonvillars und nach dessen Tod 1287 seinen Bruder Guillaume.

### Tätigkeit als Diplomat und erneuter Kreuzzug
Grandson diente dem König weiter als wichtiger Diplomat. 1286 unternahm er zunächst eine Gesandtschaft zur päpstlichen Kurie, dann begleitete er den König in die Gascogne. Dort gehörte er 1287 zu den Richtern, die Seneschall Jean de Grailly absetzten, und 1288 zu den hochrangigen Geiseln, die der König nach dem Abschluss des Vertrags von Canfranc stellte. Von Mai 1289 bis März 1290 reiste er mit William Hotham erneut zur Kurie, wo er unter anderem einen Dispens für die Heirat des Thronfolgers Eduard von Caernarfon mit der schottischen Thronfolgerin Margarete von Norwegen aushandelte. Er protestierte dagegen, dass Papst Nikolaus IV. Karl von Anjou trotz des Bruchs des Vertrags von Canfranc die Absolution erteilte, und verhandelte mit dem Papst über einen neuen Kreuzzug des englischen Königs. Während der König aufgrund der Lage in Schottland den Kreuzzug nicht antreten konnte, brach Grandson im Sommer 1290 mit einem kleinen englischen Kontingent nach Akkon auf, dem sich der ehemalige Seneschall der Gascogne, der ebenfalls aus Savoyen stammende Jean de Grailly anschloss. Auf der Reise traf er in Orvieto Papst Nikolaus IV. Grandson nahm er 1291 an der vergeblichen Verteidigung von Akkon gegen die Mameluken teil. Kurz vor der Eroberung von Akkon konnte er auf einem venezianischen Schiff nach Zypern entkommen. Dann besuchte er Armenien und unternahm eine Wallfahrt nach Jerusalem. Erst 1296 kehrte er nach England zurück. Möglicherweise war Grandson der Autor einer zwischen 1289 und 1307 verfassten Denkschrift über einen neuen Kreuzzug ins Heilige Land.

### Weiterer Dienst als Diplomat für EduardI.

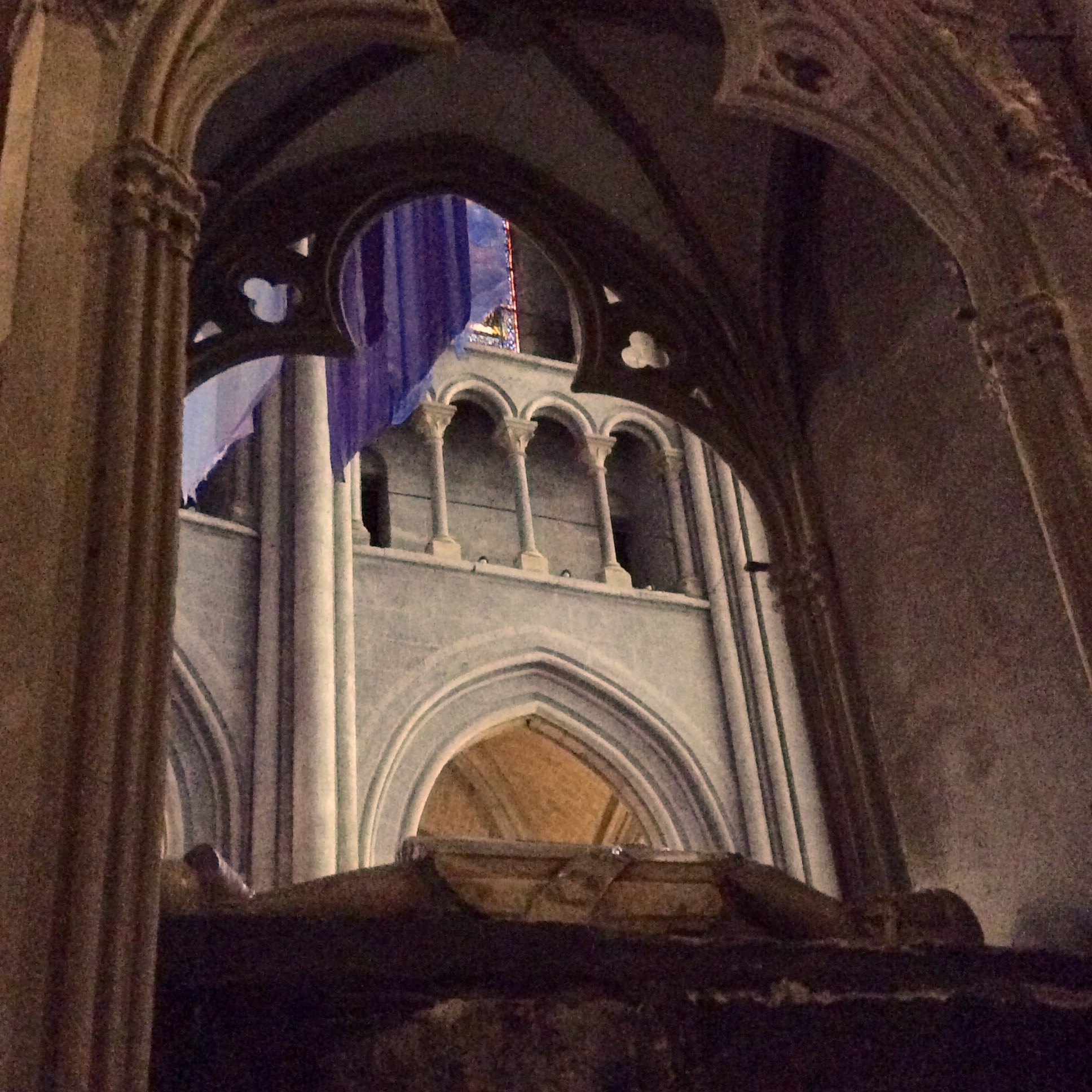
Grab von Otton de Grandson in der Kathedrale von Lausanne

Zurück in England trat Grandson sofort wieder in den Dienst des Königs und wurde in den beginnenden Schottischen Unabhängigkeitskrieg verwickelt. Er war bei der Kapitulation von Dunbar Castle am 28. April 1296 zugegen, die den ersten Feldzug von Eduard I. siegreich beendete. Danach gehörte Grandson mit Walter Langton und Hugh le Despenser zu den Gesandten, die Verbündete für einen Feldzug im Krieg gegen Frankreich suchen sollten. Grandson reiste dabei in die Niederlande, in die Auvergne, nach Burgund und nach Savoyen. Nach dem Scheitern des Feldzugs handelte er 1298 mit den Waffenstillstand mit Frankreich aus. 1300 versuchte er, den ernsten Konflikt zwischen Bischof Antony Bek von Durham mit seinem Kathedralpriorat zu schlichten, dann war er von 1300 bis 1301 wieder bei der Kurie. Dann handelte er 1303 mit den endgültigen Frieden mit Frankreich aus. Im Oktober 1305 gehörte er erneut zu einer hochrangigen Gesandtschaft, die zur Kurie reiste, um die Suspension von Erzbischof Robert Winchelsey zu erreichen.
Eduard I. belohnte Grandsons Dienste mit zahlreichen Geschenken, vor allem mit umfangreichen Landschenkungen in England, besonders in Kent und in Irland. 1275 hatte ihn der König zum Gouverneur der Kanalinseln ernannt, das Amt wurde ihm zwei Jahre später lebenslang übertragen. Allerdings hatte Grandson durch das Amt ständigen Streit und Spannungen mit den Inselbewohnern. Als Baron Grandison wurde Grandson Mitglied des Englischen Parlaments.

### Rückkehr nach Grandson nach dem Tod von EduardI.
Nach dem Tod von Eduard I. 1307 verließ Grandson England und kehrte in seine Heimat Waadt zurück. Durch sein in England erworbenes Vermögen und durch seine internationalen Beziehungen wurde er rasch zu einem führenden Adligen seiner Heimat. Dabei versuchte er, das Waadt enger an Savoyen zu binden. Gelegentlich vertrat er noch bis 1317 englische Interessen bei der Kurie und am französischen Königshof, doch nach England reiste er nicht mehr. 1323 besuchte er letztmals die Kanalinseln. Er ließ Schloss Grandson umbauen, doch vor allem widmete er sich religiösen Dingen. Bereits zwischen 1289 und 1298 hatte er in Grandson eine Franziskanerniederlassung gegründet. Dazu ließ die Prioratskirche Saint-Jean-Baptiste in Grandson umbauen und erweitern. 1307 legte er noch ein neues Kreuzzugsgelübde ab. 1317 gründete er bei Concise das Kartäuserkloster Saint-Lieu de La Lance. Er blieb unverheiratet, doch er förderte nach Kräften seine Verwandtschaft, darunter sein Neffe Otto, der Bischof von Toul und dann von Basel wurde, sein Neffe John, der Bischof von Exeter wurde, sowie Guillaume II. de Champvent, Gerhard von Wippingen und Othon de Champvent, die zwischen 1274 und 1312 Bischöfe von Lausanne waren. Grandson wurde nach seinem Tod in der Kathedrale von Lausanne beigesetzt, der er ein Antependium gestiftet hatte. Sein Erbe wurde sein Neffe Peter II. Grandson († 1345).